# خرق ثوري للاستمرارية القانونية
الخرق الثوري للاستمرارية القانونية هو مفهوم موجود في القانون الدستوري الإنجليزي، يسوغ للسلوك الإنجليزي التاريخي الذي كان يتم فيه عزل ملك (أو نظام) والاعتراف بحاكم واقعي ليكون ملكًا جديدًا بحكم القانون (أو السلطة الجمهورية). وبشكل أكثر عمومًا، يشير هذا المصطلح إلى أي عملية، لا تكون معتمدة من قبل النظام القانوني الساري، تؤدي إلى خلق نظام قانوني جديد، سواء أكان هذا التغيير الثوري قد نجم عن عنف أم لا.
وقد تمثل أحدث خرق ثوري ناجح في إنجلترا وويلز واسكتلندا وأيرلندا الشمالية في الثورة المجيدة في الفترة بين 1688 و1689، والتي أدت إلى عزل الملك جيمس الثاني ملك إنجلترا وأيرلندا (الملك جيمس السابع ملك اسكتلندا) بسيادة مشتركة بين صهره الملك ويليام الثالث ملك إنجلترا و(الملك ويليام الثاني ملك اسكتلندا) والملكة الابنة ماري الثانية ملكة إنجلترا (واسكتلندا).
ويعد إعلان استقلال الولايات المتحدة مثالاً آخر، حيث إنه لم يكن له أي أساس في النظام القانوني السابق الذي حكم المستعمرات الثلاثة عشر، وكان بمثابة انطلاق لنظام قانوني جديد.
وقد جرت محاولة لإحداث خرق ثوري في مختلف أرجاء أيرلندا في عام 1919، عندما أعلن البرلمان الأول، والذي كان بمثابة مجموعة من الأشخاص الذين يتم انتخابهم في مجلس عموم المملكة المتحدة في عام 1918، عن الجمهورية الأيرلندية (بدون أي سلطة للقيام بذلك عند الرجوع إلى النظام القانوني للمملكة المتحدة). وقد منحت المعاهدة الإنجليزية الأيرلندية والخطوات التي تم تنفيذها بموجب تلك المعاهدة للدولة الأيرلندية المحررة الشرعية في إطار النظام القانوني للمملكة المتحدة، إلا أنها نزعت عنها الشرعية بالنسبة لأولئك الذين كانوا يعتبرون أن النظام القانوني المطبق هو القانون المعلن عنه في عام 1919.
وعندما تم تبني الدستور الحالي لأيرلندا، لم يتم استخدام صيغة التعديل لدستور الدولة الأيرلندية المحررة، وبالتالي، يعتبر الدستور الجديد خرقًا ثوريًا يستمد شرعيته من المصادر الأيرلندية البحتة.
وقد تم اتخاذ خطوات مشابهة بحيث أصبح الشعب الهندي مصدرًا للشرعية للدستور الجمهوري للهند. وقد حل الدستور الجمهوري محل ذلك الدستور الذي أقرته المملكة المتحدة في وقت الاستقلال، إلا أنه لم يلتزم ببنود التعديل الواردة به.
كما تم كذلك تطبيق الخرق الثوري للاستمرارية القانونية على تغيير النظام بعد الانقلاب العسكري في الدول الأعضاء في دول الكومنولث مثل باكستان ونيجيريا.